# Totholzverjüngung
Totholzverjüngung, verschiedentlich auch Moderholzverjüngung, Kadaververjüngung oder Rannenverjüngung genannt, bezeichnet in der Forstwirtschaft eine Form der Naturverjüngung, bei der die Saat von Waldbäumen auf vermoderndem Holz abgestorbener Bäume keimt und wächst. Insbesondere in Gebirgswäldern und auf stark vergrasten Standorten ist Totholzverjüngung von Bedeutung.
Für die erfolgreiche Totholzverjüngung muss der verrottende Stamm oder Stubben einen bestimmten Zersetzungsgrad erreicht haben. Dieses geschieht durch Insekten und Pilze. Bei der Zersetzung werden Nährstoffe für den Keimling verfügbar gemacht. Die Verjüngung in solchen standortbegünstigten Kleinsthabitaten ist jedoch nur möglich, wenn das Holz über eine bestimmte Zeit eine gewisse Feuchtigkeit aufweist. Beim weiteren Wachstum der Pflanze durchdringen die Wurzeln das vermodernde Holz und die Grasschicht und bekommen Kontakt mit dem darunter befindlichen Mineralboden, der das weitere Wachstum ermöglicht. Nachdem der alte Stamm endgültig zerfallen ist, zeugen nur noch die Stelzenwurzeln von der ungewöhnlichen Entstehung der neuen Bäume. 